# Sibirische Falle
|   | a | b | c | d | e | f | g | h |   |
| 8 |   |   |   |   |   |   |   |   | 8 |
| 7 |   |   |   |   |   |   |   |   | 7 |
| 6 |   |   |   |   |   |   |   |   | 6 |
| 5 |   |   |   |   |   |   |   |   | 5 |
| 4 |   |   |   |   |   |   |   |   | 4 |
| 3 |   |   |   |   |   |   |   |   | 3 |
| 2 |   |   |   |   |   |   |   |   | 2 |
| 1 |   |   |   |   |   |   |   |   | 1 |
|   | a | b | c | d | e | f | g | h |   |

Das Morra-Gambit nach 5. Sg1–f3 e7–e6 6. Lf1–c4.
|   | a | b | c | d | e | f | g | h |   |
| 8 |   |   |   |   |   |   |   |   | 8 |
| 7 |   |   |   |   |   |   |   |   | 7 |
| 6 |   |   |   |   |   |   |   |   | 6 |
| 5 |   |   |   |   |   |   |   |   | 5 |
| 4 |   |   |   |   |   |   |   |   | 4 |
| 3 |   |   |   |   |   |   |   |   | 3 |
| 2 |   |   |   |   |   |   |   |   | 2 |
| 1 |   |   |   |   |   |   |   |   | 1 |
|   | a | b | c | d | e | f | g | h |   |

Variante nach 6. … Dd8–c7 7. 0–0 Sg8–f6 8. Dd1–e2?! Sf6–g4! 9. h2–h3??. Nun gewinnt 9. … Sc6–d4!.
Die Sibirische Falle ist eine Eröffnungsfalle und -variante im Morra-Gambit, einer Eröffnung im Schach. Sie entsteht nach den Zügen
1. e2–e4 c7–c5 Die Sizilianische Verteidigung

2. d2–d4 c5xd4 

3. c2–c3 d4xc3 Das Morra-Gambit

4. Sb1xc3 Sb8–c6 

5. Sg1–f3 e7–e6

6. Lf1–c4.
Die Falle basiert darauf, dass viele Spieler des Morra-Gambits mit Weiß dogmatisch ihrem Standardaufbau folgen (Sf3, Lc4, 0–0, De2, Td1), ohne auf die Züge des Schwarzen flexibel zu reagieren.
Meistens folgt 6. … Dd8–c7 7. 0–0 Sg8–f6 8. Dd1–e2?! (Weiß folgt dem Standardaufbau, die Dame verteidigt jedoch nicht mehr das schwache Feld d4. Besser ist 8. Sc3–b5 was die Dame c7 angreift.) 8. … Sf6–g4! (bringt die Drohung Dc7xh2# ins Spiel. Im Augenblick deckt der Springer auf f3 noch den Bauern auf h2.) 9. h2–h3?? (Versucht den Springer g4 zu vertreiben) 9. … Sc6–d4! Greift sowohl die Dame auf e2 als auch den Springer f3 an. Nach 10. h3xg4 Sd4xe2+ hat Weiß seine Dame verloren und nach 10. De2–e3 Sd4xf3+ 11. De3xf3 folgt Matt: … Dc7–h2#.
Schwarz kann auch 6. … Sg8–f6 spielen und den Damenzug nach c7 verzögern. Nach 7. 0–0 Sf6xe4! 8. Sc3xe4 d7–d5 sind der Läufer c4 und der Springer auf e4 angegriffen. Nach dem Rückgewinn der Figur entsteht eine Stellung die eher für Schwarz günstig ist. Daher sollte Weiß 7. Dd1–e2 spielen 7. … Dd8–c7 8. e4–e5!.

## Varianten
|   | a | b | c | d | e | f | g | h |   |
| 8 |   |   |   |   |   |   |   |   | 8 |
| 7 |   |   |   |   |   |   |   |   | 7 |
| 6 |   |   |   |   |   |   |   |   | 6 |
| 5 |   |   |   |   |   |   |   |   | 5 |
| 4 |   |   |   |   |   |   |   |   | 4 |
| 3 |   |   |   |   |   |   |   |   | 3 |
| 2 |   |   |   |   |   |   |   |   | 2 |
| 1 |   |   |   |   |   |   |   |   | 1 |
|   | a | b | c | d | e | f | g | h |   |

Stellung nach 6. … Dd8–c7 7. 0–0 Sg8–f6 8. Sc3–b5! Dc7–b8 9. e4–e5!.
Nach 6. … Dd8–c7 7. 0–0 Sg8–f6 sollte Weiß statt 8. Dd1–e2?! mit 8. Sc3–b5! fortsetzen was die schwarze Dame auf c7 angreift. Nach 8. … Dc7–d8 folgt die übliche Vorgehensweise des Weißen mit Dd1–e2 gefolgt von Tf1–d1. Die schwarze Dame steht nun ungünstig. Daher folgt 8. … Dc7–b8 9. e4–e5!.
- Nach 9. … a7–a6 kann Weiß seinen Bauern zurückgewinnen und behält die Initiative: 10. exf6 axb5 11. fxg7! Lf8xg7 12. Lc4xb5
- 9. … Sc6xe5? Nun kann 10. Lf4?! d6 11. Tc1 folgen. Nach 11. … Ld7 kann sich Schwarz noch verteidigen. Daher folgt 10. Sf3xe5! Und nun
  - 10. … a7–a6!? 11. Lc1–f4! axb5 12. Lc4xb5 (droht Se5xd7) 12. … Db8–a7
    - 13. Se5–c4!? zielt auf den schwachen Punkt d6
    - 13. Ta1–c1!? Lc5 14. b4! Lxb4 15. Lg5!

  - 10. … Db8xe5 11. Tf1–e1 Die Dame ist nun angegriffen, muss aber das Feld c7 bewachen, da die Springergabel Sb5–d7+ droht. Dies ist von b8 oder c5 aus möglich:
    - 11. … De5–b8 12. Dd1–d4! droht mit Lc1–f4 die Dame zu gewinnen.
      - Das natürliche 12. … d7–d6 verliert nach 13. Lc1–f4 e6–e5 Der Bauer e5 greift nun zwar Dame und Läufer an, kann aber nicht schlagen, da der durch den Turm e1 an den König gefesselt ist. 14. Te1xe5+! und keine schwarze Verteidigung ist überzeugend:
        - 14. … Lf8–e7 15. Te1xe7+!
        - 14. … dxe5 15. Lf4xe5!
        - 14. … Lc8–e6 15. Lc4xe6! Le7 16. Lxf7+ Kxf7 17. Txe7+ oder 15. … dxe5 16. Lxe5 Dd8 17. Sc7+ mit Damenverlust (17. … Ke7 und Matt in zwei Zügen)

      - Daher muss Schwarz den kreativen Zug 12. … Sf6–h5! finden. Das simple 13. De5! gewinnt Material, da Schwarz nicht gleichzeitig seinen Springer h5 retten und die drohende Gabel Sc7 abwehren kann. Stärker ist 13. Dd4–h4 a7–a6 14. Dh4xh5 axb5 15. Lc4xb5. Zielt auf den Punkt e6. Da der schwarze d-Bauer durch den Läufer b5 an den König gefesselt ist und der f-Bauer durch die Dame, droht nun Te1xe6+.

    - 11. … De5–c5 Nun ist der Läufer c4 angegriffen. 12. Lc4–f1!
      - 12. … a7–a6 Plant die Dame zu opfern. Nach 13. Lc1–e3 Dc5–c6 Die Dame zu „erobern“ ist nun günstig für Schwarz: 14. Tc1? axb5! 15. Txc6 bxc6 und Schwarz hat zwei Bauern, einen Springer und einen Turm für die Dame was ausreichend Kompensation ist. Daher sollte Weiß fortsetzen mit 14. Sb5–a7! Dc6–c7 (14. … Txa7 15. Lxa7 b5 16. a4 und Weiß hat Material- und Entwicklungsvorsprung) 15. Ta1–c1 Dc7–d8 16. Dd1–c2! Greift den Läufer c8 an. 16. … Lb4 17. Sxc8 Lxe1 18. Lxb6! gewinnt die Dame. Alternativ ist auch 18. Sd6+ möglich, was Txe1 plant.
      - 12. … Sf6–d5. Nach 13. Dxd5 Dxd5 14. Sc7+ Kd8 15. Sxd5 exd5 würden nur Figuren getauscht ohne Vorteil für Weiß. Daher folgt 13. Lc1–g5! (Nun droht Weiß 14. Dxd4 Dxd5 15. Sc7#. Außerdem droht Ta1–c1.)
        - 13. … f7–f6 14. Ta1–c1 Dc5–e7 Die schwarze Dame schützt den König nun gegen den Turm auf e1 blockiert aber den gesamten Königsflügel: Keiner der beiden schwarzen Läufer kann nun ziehen. Weiß plant nun mit Lg5–f4–d6 die Dame zu erobern. 15. Lg5–f4 Sd5xf4 16. Sb5–c7+ Ke8–f7 17. Sc7xa8 Turmgewinn für den geopferten Läufer. 17. … De7–d8 gibt dem Läufer c8 wieder den Weg frei. 18. Dd1–d4! Sf4–d5 19. Lf1–c4! greift den Springer an. 19. … Lc8–b4 20. Te1–d1! Sd5–b6 21. Lxe6! Kxe6 22. Sc7+ Kf7 23. Dxb4 d5 24. a4 Nach a4–a5 bricht die schwarze Verteidigung vollständig zusammen.
        - 13. … a7–a6 14. Tc1 Db6 15. Dxd5 axb5 16. Lxb5 Weiß droht nun Txc8+. Die einzigen beiden Möglichkeiten für Schwarz bestehen nun aus:
          - 16. … Lxd6 17. Txe6! fxe6 18. Dxe6+ Kf8 19. Df5+! (19. Le7+ gewinnt die Dame) 19. … Ke8 (Kg8 20. Lc4#) 20. Te1+ (20. Txc8+ Lxd7#) 20. … Le7 21. Txe7+ Kd8 22. Txd7+ Ke8 23. Td8#
          - 16. … Dd6 17. Dc4! droht Dxc8+ und Txe6+.

- 9. … Sf6–g4 hält Remis nach 10. Lc1–f4! a7–a6 (10. … Sg4xe5? 11. Sxe5 Sxe5 12. Lc4xe6! dxe6 13. Ta1–c1!) 11. Se5–d6+ Lf8xd6 12. exd6. Und nun
  - 12. … b7–b5 13. Lc4–d5!! exd5 14. Te1+ Kf8 15. Sg5! Sh6 16. Te7 Db6
  - 12. … 0–0 13. h3! Sf6 14. Se5! Sa5

Schwarz kann auch 6. … Sg8–f6 spielen und den Damenzug nach c7 verzögern. Nach 7. 0–0 Sf6xe4! 8. Sc3xe4 d7–d5 sind der Läufer c4 und der Springer auf e4 angegriffen. Nach dem Rückgewinn der Figur entsteht eine Stellung die eher für Schwarz günstig ist. Daher sollte Weiß 7. Dd1–e2 spielen 7. … Dd8–c7 8. e4–e5!.
- 8. … d5!? 9. exf6 dxc4 10. Lg5! Sb4 (10. … e5? 11. 0–0–0!) 11. 0–0 Sd5 12. Tfd1! Ld7 13. b3!
- 8. … Sg4 9. Lf4
  - 9. … d5!? 10. Lb3!
    - 10. … Sa5?! 11. 0–0 Sxb3 12. axb3 Lc5 13. b4!
    - 10. … f6?? 11. Sxd5! exd5 12. exf6+
    - 10. … Le7 11. 0–0
      - 11. … f6? 12. Sb5 Db8 13. exf6! Dxf4 14. fxe7 Sce5 15. Sbd4 Kxe7 16. Tfe1 mit Vorteil für Weiß
      - 11. … 0–0 12. Tac1

    - 10. … Lc5 11. 0–0 0–0 12. h3 Sf6!

  - 9. … f6 10. Sd5!? Da5